# 豐田皇冠Comfort
豐田皇冠 Comfort（日語：トヨタ・クラウンコンフォート），是1995年12月登場，豐田汽車生產的中型的私家車。 Comfort 是前2座、Crown Comfort 的轮罩基础长，并且是前2/3座位（前3座位已停產）。由於以開發作為的士（計程車）用途為前提，比以前的 Crown，後座位的窗框變得接近垂直，和左側有圍巾等差異。
Crown Comfort 在日本俗稱 Kurakon。
製造地點在豐田集團旗下關東自動車工業位於靜岡縣裾野市的東富士工廠。
豐田皇冠 Comfort 在日本於2017年3月底停產，並於日本在2017年5月全面停止售賣,於2017年9月推出新型混合動力石油氣及電動的 JPN 取代。

## 圖片

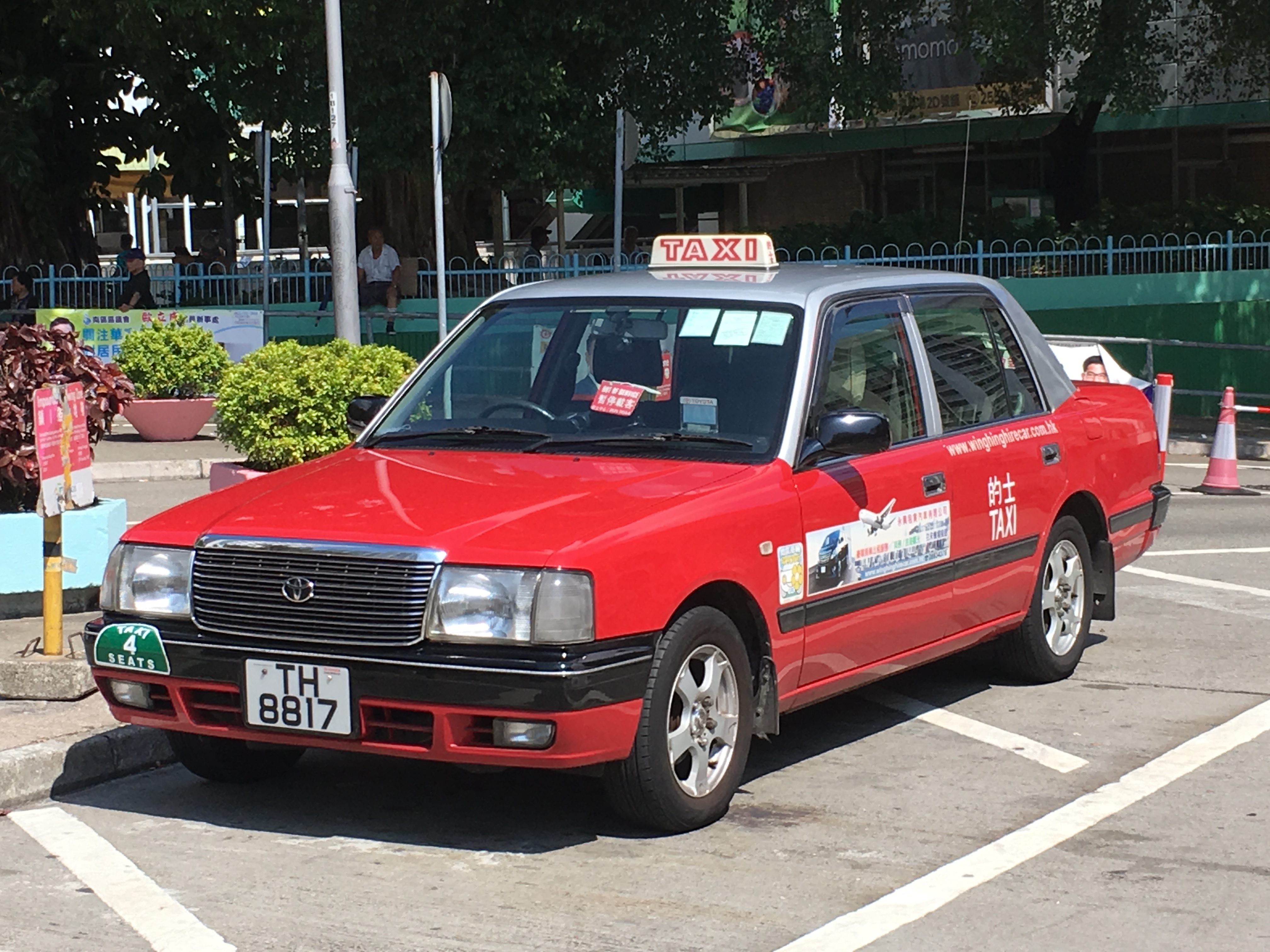
在香港的皇冠Comfort的士
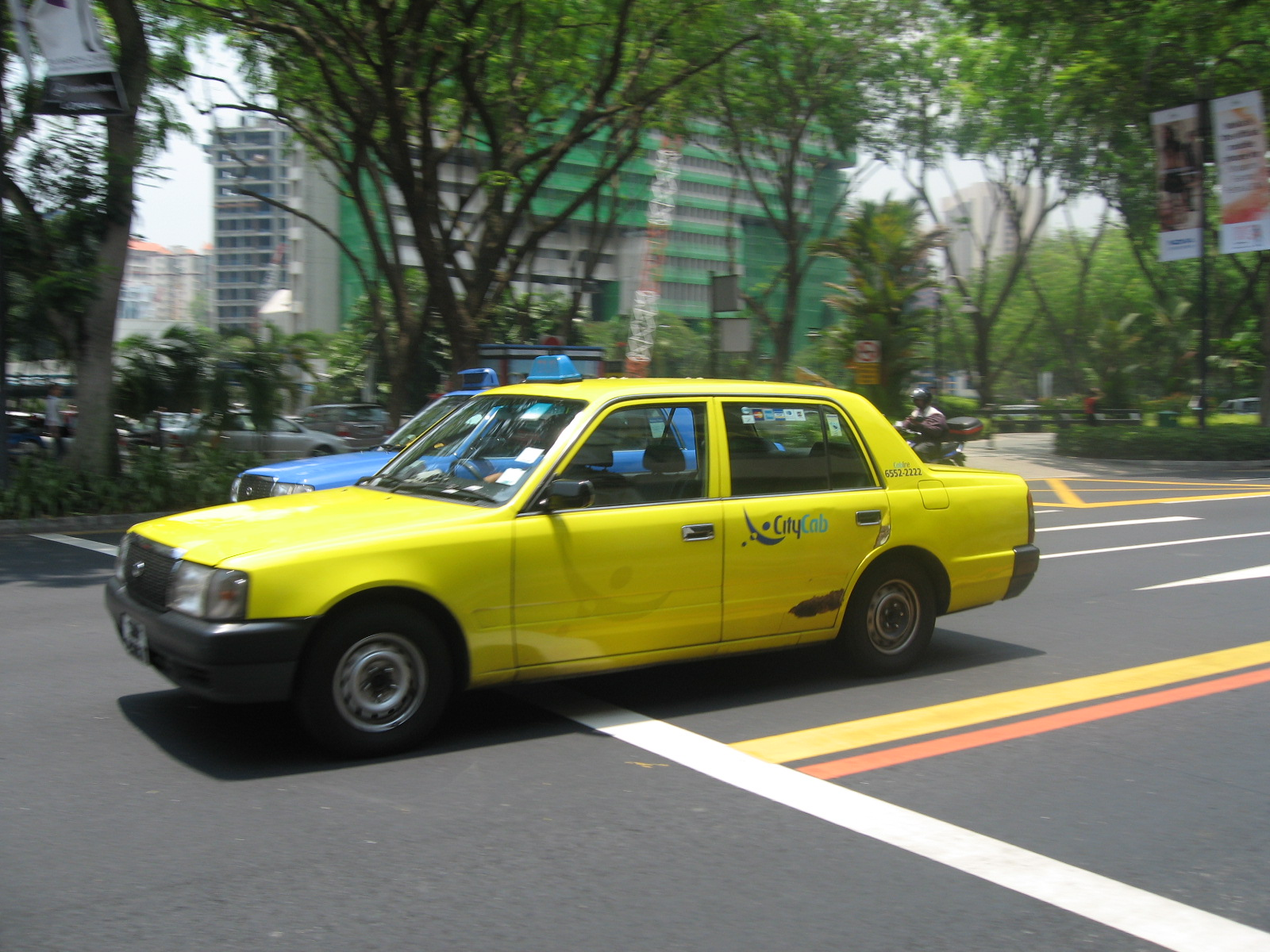
在新加坡的皇冠Comfort計程車
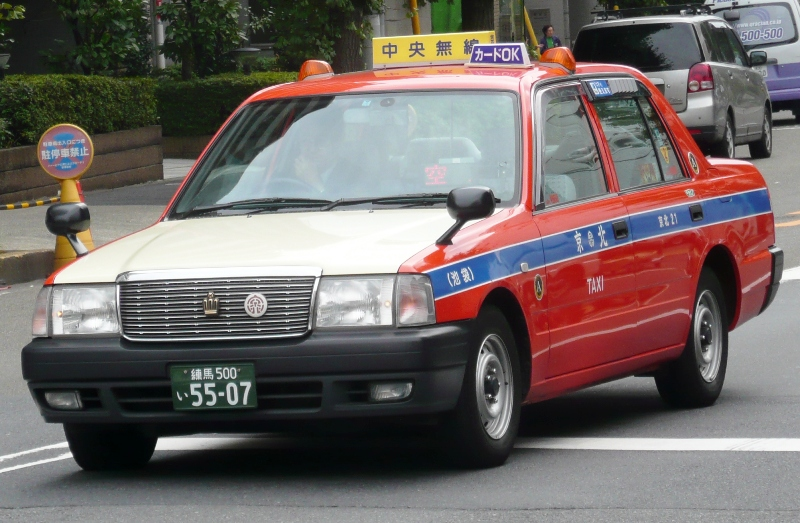
日本的皇冠Comfort的士

## 相關
- 豐田汽車車款列表
- 豐田Comfort

## 外部連結
- 豐田 Crown Comfort 官方网站